# Miss Universe 2018
Miss Universe 2018 – 67. wybory Miss Universe. Gala finałowa odbyła się 17 grudnia 2018 w IMPACT Muang Thong Thani w Bangkoku, Tajlandia. Miss Universe została reprezentantka Filipn Catriona Gray.

## Rezultaty
| Tytuł              | Laureatka |
| ------------------ | --- |
| Miss Universe 2018 | Filipiny – Catriona Gray |
| I Wicemiss         | Południowa Afryka – Tamaryn Green |
| II Wicemiss        | Wenezuela – Sthefany Gutiérrez |
| Top 5              | Portoryko – Kiara Ortega · Wietnam – H'Hen Niê |
| Top 10             | Curaçao – Akisha Albert · Kanada – Marta Stępień · Kostaryka – Natalia Carvajal · Nepal – Manita Devkota · Tajlandia – Sophida Kanchanarin |
| Top 20             | Australia – Francesca Hung · Belgia – Zoé Brunet · Brazylia – Mayra Dias · Indonezja – Sonia Fergina Citra · Irlandia – Grainne Gallanagh · Jamajka – Emily Maddison · Polska – Magdalena Swat · Stany Zjednoczone – Sarah Rose Summers · Węgry – Enikő Kecskès · Wielka Brytania – Dee-Ann Kentish-Rogers |

## Nagrody specjalne
| Tytuł                      | Laureatka                      |
| -------------------------- | ------------------------------ |
| Miss Koleżeńskości         | Sri Lanka – Ornella Gunesekere |
| Najlepszy kostium narodowy | Laos – On-anong Homsombath     |

## Lista kandydatek
| Państwo                              | Kandydatka                   | Wiek | Wzrost | Miasto rodzinne         |
| ------------------------------------ | ---------------------------- | ---- | ------ | ----------------------- |
| Albania                              | Trejsi Sejdini               | 18   | 183 cm | Tirana                  |
| Angola                               | Ana Liliana Avião            | 24   | 180 cm | Andulo                  |
| Argentyna                            | Agustina Pivowarchuk         | 22   | 178 cm | Buenos Aires            |
| Armenia                              | Eliza Muradyan               | 25   | 170 cm | Wagharszapat            |
| Aruba                                | Kimberly Julsing             | 20   | 175 cm | Wayaca                  |
| Australia                            | Francesca Hung               | 24   | 178 cm | Sydney                  |
| Bahamy                               | Danielle Grant               | 23   | 178 cm | Nassau                  |
| Barbados                             | Meghan Theobalds             | 27   | 185 cm | Christ Church           |
| Belgia                               | Zoé Brunet                   | 18   | 175 cm | Namur                   |
| Belize                               | Jenelli Fraser               | 27   | 175 cm | Belize City             |
| Boliwia                              | Joyce Prado                  | 21   | 182 cm | Santa Cruz              |
| Brazylia                             | Mayra Dias                   | 27   | 175 cm | Itacoatiara             |
| Brytyjskie Wyspy Dziewicze           | A’yana Keshelle Phillips     | 23   | 173 cm | Sea Cows Bay            |
| Bułgaria                             | Gabriela Topalova            | 22   | 178 cm | Płowdiw                 |
| Chile                                | Andrea Díaz                  | 27   | 176 cm | Santiago                |
| Chiny                                | Meisu Qin                    | 24   | 178 cm | Anshan                  |
| Chorwacja                            | Mia Pojatina                 | 23   | 174 cm | Nova Gradiška           |
| Curaçao                              | Akisha Albert                | 23   | 178 cm | Willemstad              |
| Czechy                               | Lea Šteflíčková              | 20   | 175 cm | Praga                   |
| Dania                                | Helena Heuser                | 22   | 178 cm | Kopenhaga               |
| Dominikana                           | Aldy Bernard                 | 23   | 183 cm | Laguna Salada           |
| Egipt                                | Nariman Khaled               | 22   | 173 cm | Hurgada                 |
| Ekwador                              | Virginia Limongi             | 24   | 178 cm | Portoviejo              |
| Filipiny                             | Catriona Gray                | 24   | 178 cm | Oas                     |
| Finlandia                            | Alina Voronkova              | 23   | 170 cm | Helsinki                |
| Francja                              | Eva Colas                    | 22   | 170 cm | Bastia                  |
| Ghana                                | Akpene Diata Hoggar          | 25   | 178 cm | Tefle                   |
| Grecja                               | Ioanna Bella                 | 22   | 181 cm | Veria                   |
| Gruzja                               | Larissa „Lara Yan” Petrosyan | 25   | 180 cm | Telavi                  |
| Guam                                 | Athena Su McNinch            | 20   | cm     | Mangilao                |
| Gwatemala                            | Mariana García               | 19   | 179 cm | Gwatemala               |
| Haiti                                | Samantha Colas               | 26   | 178 cm | Port-au-Prince          |
| Hiszpania                            | Angela Ponce                 | 27   | 181 cm | Sewilla                 |
| Holandia                             | Rahima Dirkse                | 25   | 175 cm | Rotterdam               |
| Honduras                             | Vanessa Villars              | 20   | 175 cm | Santa Bárbara           |
| Indie                                | Nehal Chudasama              | 22   | 168 cm | Bombaj                  |
| Indonezja                            | Sonia Fergina Citra          | 26   | 178 cm | Tanjung Pandan          |
| Irlandia                             | Grainne Gallanagh            | 24   | 175 cm | Buncrana                |
| Islandia                             | Katrín Lea Elenudóttir       | 19   | 175 cm | Reykjavík               |
| Izrael                               | Nikol Reznikov               | 18   | 175 cm | Afula                   |
| Jamajka                              | Emily Maddison               | 19   | 174 cm | Saint Andrew            |
| Japonia                              | Yuumi Kato                   | 22   | 170 cm | Aichi                   |
| Kajmany                              | Caitlin Tyson                | 24   | 175 cm | Bodden Town             |
| Kanada                               | Marta Stępień                | 24   | 175 cm | Windsor                 |
| Kazachstan                           | Sabina Azimbayeva            | 18   | 178 cm | Ałmaty                  |
| Kenia                                | Wabaiya Kariuki              | 22   | 165 cm | Nairobi                 |
| Kirgistan                            | Begimay Karybekova           | 20   | 176 cm | Biszkek                 |
| Kolumbia                             | Valeria Morales              | 20   | 176 cm | Cali                    |
| Korea Południowa                     | Ji Hyun Baek                 | 25   | 176 cm | Daegu                   |
| Kosowo                               | Zana Berisha                 | 24   | 170 cm | Suhareke                |
| Kostaryka                            | Natalia Carvajal             | 28   | 173 cm | San José                |
| Laos                                 | On-anong Homsombath          | 23   | 179 cm | Vientiane               |
| Liban                                | Maya Reaidy                  | 23   | 177 cm | Tannourine              |
| Malezja                              | Jane Teoh                    | 21   | 178 cm | Penang                  |
| Malta                                | Francesca Mifsud             | 22   | 178 cm | Żejtun                  |
| Mauritius                            | Varsha Ragoobarsing          | 28   | 165 cm | Flacq                   |
| Meksyk                               | Andrea Toscano               | 20   | 175 cm | Manzanillo              |
| Mjanma                               | Hnin Thway Yu Aung           | 22   | 170 cm | Rangun                  |
| Mongolia                             | Dolgion Delgerjav            | 27   | 173 cm | Ułan Bator              |
| Namibia                              | Selma Kamanya                | 21   | 170 cm | Windhoek                |
| Nepal                                | Manita Devkota               | 23   | 173 cm | Gorkha                  |
| Niemcy                               | Celine Willers               | 25   | 174 cm | Monachium               |
| Nigeria                              | Aramide Lopez                | 21   | 183 cm | Lagos                   |
| Nikaragua                            | Adriana Paniagua             | 23   | 178 cm | Chinandega              |
| Norwegia                             | Susanne Guttorm              | 22   | 175 cm | Karasjok                |
| Nowa Zelandia                        | Estelle Curd                 | 27   | 175 cm | Auckland                |
| Panama                               | Rosa Montezuma               | 25   | 168 cm | Alto Caballero          |
| Paragwaj                             | Belén Alderete               | 24   | 175 cm | Asunción                |
| Peru                                 | Romina Lozano                | 21   | 180 cm | Bellavista              |
| Polska                               | Magdalena Swat               | 27   | 173 cm | Ostrowiec Świętokrzyski |
| Południowa Afryka                    | Tamaryn Green                | 24   | 180 cm | Paarl                   |
| Portoryko                            | Kiara Ortega                 | 25   | 170 cm | Rincón                  |
| Portugalia                           | Filipa Barros                | 20   | 175 cm | Setúbal                 |
| Rosja                                | Julija Polaczychina          | 18   | 178 cm | Czeboksary              |
| Saint Lucia                          | Angella Dalsou               | 24   | 168 cm | Castries                |
| Salwador                             | Marisela de Montecristo      | 26   | 175 cm | San Salvador            |
| Sierra Leone                         | Angella Dalsou               | 24   | 168 cm | Castries                |
| Singapur                             | Zahra Khanum                 | 23   | 170 cm | Singapur                |
| Słowacja                             | Barbora Hanová               | 24   | 173 cm | Lučenec                 |
| Sri Lanka                            | Ornella Gunesekere           | 26   | 171 cm | Mount Lavinia           |
| Stany Zjednoczone                    | Sarah Rose Summers           | 24   | 165 cm | Omaha                   |
| Szwajcaria                           | Jastina Doreen Riederer      | 20   | 175 cm | Spreitenbach            |
| Szwecja                              | Emma Strandberg              | 22   | 176 cm | Hallstahammar           |
| Tajlandia                            | Sophida Kanchanarin          | 23   | 169 cm | Bangkok                 |
| Turcja                               | Tara De Vries                | 20   | 177 cm | Stambuł                 |
| Ukraina                              | Karyna Żosan                 | 23   | 179 cm | Odessa                  |
| Urugwaj                              | Sofía Marrero                | 18   | 174 cm | Canelones               |
| Wenezuela                            | Sthefany Gutiérrez           | 19   | 176 cm | Barcelona               |
| Węgry                                | Enikő Kecskès                | 21   | 173 cm | Budapeszt               |
| Wielka Brytania                      | Dee-Ann Kentish-Rogers       | 25   | 178 cm | Birmingham              |
| Wietnam                              | H'Hen Niê                    | 26   | 173 cm | Đắk Lắk                 |
| Włochy                               | Erica De Matteis             | 24   | 184 cm | Rzym                    |
| Wyspy Dziewicze Stanów Zjednoczonych | Aniska Tonge                 | 27   | 173 cm | Charlotte Amalie        |
| Zambia                               | Melba Shakabozha             | 23   | 180 cm | Lusaka                  |